# 4635 Rimbaud
4635 Rimbaud (1988 BJ1) là một tiểu hành tinh vành đai chính được phát hiện ngày 21 tháng 1 năm 1988 bởi E. W. Elst ở Đài thiên văn Haute-Provence.